# Dipodomys spectabilis
Dipodomys spectabilis је врста глодара из породице кенгур-пацова (Heteromyidae).

## Распрострањење
Врста има станиште у Мексику и Сједињеним Америчким Државама.

## Станиште
Станишта врсте су травна вегетација и пустиње.

## Угроженост
Ова врста је на нижем степену опасности од изумирања, и сматра се скоро угроженим таксоном.